# Archaeoprepona licomedes
Espèce
Archaeoprepona licomedes  est un insecte lépidoptère diurne de la famille des Nymphalidae, de la sous-famille des Charaxinae et du genre Archaeoprepona.

## Systématique
Archaeoprepona licomedes a été décrit par l'entomologiste hollandais Pieter Cramer en 1777 sous le nom de Papilio licomedes.

### Synonymie
- Papilio licomedes (Cramer, 1777)
- Prepona licomedes [1]

### Taxinomie
Liste des sous-espèces :
- Archaeoprepona licomedes licomedes

Synonymie pour cette sous-espèce
Prepona licomedes scyrus (Fruhstorfer, 1916)
- Archaeoprepona licomedes pacifica (Constantino et Salazar, 1998)

### Noms vernaculaires
Archaeoprepona licomedes se nomme Licomedes Leafwing en anglais.

## Description
C'est un grand papillon au dessus marron foncé presque noir marqué aux ailes antérieures et aux ailes postérieures d'une large bande bleu-vert. Le revers est beige orné d'une ligne de chevrons marron.

## Écologie et distribution
Il est présent dans le nord de l'Amérique du Sud, au Surinam, en Colombie et au Pérou.

### Biotope
Il réside dans la forêt humide entre 200 m et 1 200 m.

### Protection
Pas de statut de protection particulier.